# Vjekoslav Luburić
Vjekoslav "Maks" Luburić (Humac kraj Ljubuškog, 20. lipnja 1913. – Carcaixent, Španjolska, 20. travnja 1969.) bio je ustaški časnik, zapovjednik Koncentracijskog logora Jasenovac i aktivist u hrvatskoj političkoj emigraciji.
Nakon što se pridružio ustaškim emigrantima koji su u Mađarskoj i Italiji 1930.-ih pripremali za borbu protiv Kraljevine Jugoslavije, tijekom II. svjetskog rata je od najnižeg časničkog čina u ustaškoj vojnici, do generala Hrvatskih oružanih snaga. Pri tome se odlikovao osobitom agresivnošću ne samo prema neprijateljskim postrojbama, nego i prema civilnom stanovništvu i čak časnicima domobranstva i ustašama - zbog čega je povremeno imao probleme i s njemačkim zapovjedništvima, od kojih je pak u drugim navratima predlagan za njemačka odlikovanja. Kao zapovjednik Ustaške obrane, izrasle iz stražara Koncentracijskog logora Jasenovac, imao je presudnu ulogu u zločinima počinjenima u tom logoru, ali i na drugim mjestima gdje je ta postrojba djelovala.  Nakon kraja rata, nastavio je djelovati u tzv. križarima,  vodeći gerilske operacije na području Zapadne Slavonije, gdje su postrojbe Ustaške obrane imale glavno područje djelovanja tijekom II. svjetskog rata. 1949. godine je došao u Španjolsku, te ostvario znatni utjecaj među ustaškom emigracijom; ocjenjujući da Zapad nije zainteresiran za rušenje Jugoslavije, založio se za suradnju sa SSSR-om i pomirbu ustaša s hrvatskim komunistima, radi ostamostaljenja Hrvatske. Ubijen je od strane jugoslavenskih agenata 1969. godine.

## Životopis

### Mladost
Vjekoslav Luburić rođen je 20. lipnja 1913. (ili 6. ožujka 1914., po drugim izvorima) u Humcu, malom selu pored Ljubuškog, od oca Ljubomira i majke Marice, rođene Soldo. Pohađa osnovnu školu u svom selu, a nakon toga odlazi u gimnaziju u Mostaru.
Kao početak nasilnih događanja koja su utjecala na daljnji razvoj njegovog života spominjao je smrt svojega oca, inače dobrostojećeg službenika u Ljubuškom kojega su navodno 1918. godine pretukli "Srbi" i polili ga vodom ostavivši ga da se smrzava u podrumu,  Luburić je u jednom govoru 1968. godine govorio da je on bio očevidac smrti svojega oca. Povjesničari Karlić i Aralica dovode u pitanje vjerodostojnost Luburićevih tvrdnji o okolnostima smrti njegovog oca, te vjerojatnijim navode da Vjekoslav Luburić i ostali članovi obitelji nisu znali točne okolnosti njegove smrti: Ljubomir Luburić nije pokopan u Ljubuškom, nego se nagađalo da je stradao u Trebinju, te da je pokopan ondje. Vjekoslav Luburić u jednom svojem članku iz 1965. sam tvrdi da je u dobi od 16 godina uz pomoć jednog mještanina pronašao neoznačeni očev grob u Trebinju, i na njemu se zakleo da će se do smrti boriti protiv neprijatelja Hrvatske. Čak ni godina smrti nije sigurna, jer je sam Vjekoslav Luburić u jednom pismu iz 1953. godine napisao da mu je otac poginuo 1919. godine.
U mostarskoj gimnaziji postaje Vjekoslav Luburić članom hrvatskih domoljubih udruženja, te se upušta u tučnjave s gimnazijalcima Srbima. Dolazi u također u sukob s profesorom povijesti Kostom Leovcem koji je na svojim predavanjima veličao srpsku povijest, i trvrdio kako hrvatska povijest ne postoji. Luburić kao maloljetnik bježi iz Mostara, te se odaje skitnji, zbog koje je uhićen u rujnu 1929. godine i vraćen u Mostar. Nakon dva dana u zatvoru, zapošljava se u Bolesničkoj blagajni pri Javnoj burzi, gdje će raditi oko dvije godine  - da bi 5. prosinca 1931. bio osuđen na zatvorsku kaznu od 5 mjeseci. Služenje kazne je izbjegao ilegalnim odlaskom u inozemstvo.

### Prva emigracija i pristupanje ustašama
Krajem 1932. godine odlazi Luburić u Zagreb, gdje se uzdržava radeći kao konjušar, te potom 1933. god. u blizini Subotice prelazi ilegalno u Mađarsku. Ondje odmah odlazi u Janka Pusztu, gdje se na vojnoj obuci okupljaju prvi ustaše. Sam datum dolaska nije siguran. Karlić i Aralica smatraju kraj 1932. ili početak 1933. kao najvjerojatnije razdoblje za ovaj događaj, iako se i 1931. spominje kao godina njegovog pristupanja ustašama, u knjizi Tko je tko u NDH: Hrvatska 1941.–1945.
O njegovom djelovanju u Janka Puszte (Jankovac) nema dovoljno informacija, iako postoje navodi da je radio u bliskom kontaktu sa zapovjednikom Vjekoslavom Servatzyem, kao tajnik ili ekonom. Tamo dobiva nadimak Maks, koji je nastavio koristiti i kasnije u životu. Nakon zatvaranja logora u Jankovcu, krajem 1934., ostaje u Mađarskoj. Narednih godina radi u Budimpešti kao građevinar i potom službenik. Ostaje u stanovitoj vezi s ustašama, te će tijekom narednih godina u Mađarskoj upoznati Antu Moškova, Ivu Franka i Mladena Lorkovića. Od 1938. do 1941. radi u mađarskoj državnoj zadruzi za sijeno i slamu, posao koji mu je omogućavao putovanja po državi. Tijekom te godine upoznao je i članove mađarskih Strelastih križeva.

### Nezavisna Država Hrvatska
Nakon proglašenja NDH, 10. travnja 1941., Vjekoslav Luburić se sredinom travnja vraća se u zemlju kako bi se stavio na raspolaganje novoj vlasti. Prvo postaje pomoćnik generala Servatzyja koji vodi opskrbu novoosnovanim vojnim snagama NDH. Mjesto gdje je zapravo radio službeničke poslove za vojsku ga nije zadovoljavalo, te je uskoro prešao pod zapovjedništvo Mije Babića, koji je Anti Paveliću u talijanskoj emigraciji služio kao izvšitelj ubojstava neposlušnih ustaša. Nakon što Mijo Babić stradava od metka srpskih ustanika 3. srpnja 1941. godine za vrijeme Ustanka srba u Hercegovini,  Vjekoslav Luburić preuzima zapovijedanje njegovim ljudima. Već ranije, kada 30. lipnja 1941. godine manja grupa Srba u Lici napada jednu vojnu patrolu, Luburić dobiva nalog da povede kaznenu ekspediciju s oko 150 ustaša i 200 domobrana, koja će po Lici počiniti narednih dana znatne zločine nad lokalnim Srbima, te umjesto smirivanja situacije zapravo pridonijela da nastane još i ustanak Srba u Lici.
U kolovozu 1941. je na čelu III. uprave Ustaške nadzorne službe, sa zadatkom da osnuje logor Jasenovac. Potkraj rujna 1941. bio je gostom Gestapoa u Njemačkoj, gdje se upoznao s organizacijom sabirnih logora. Po povratku iz Njemačke organizira logore u NDH po njemačkom uzoru; u tim će logorima biti ubijeni desetci tisuća ljudi, te oni postaju sinonimom ustaške vladavine, a Vjekoslav Luburić kao njihov zapovjednik najpoznatiji i najozloglašeniji predstavnik ustaškog terora.
U studenom 1941. dobiva Luburić čin ustaškog satnika, a 1942. dobiva čin ustaškog bojnika. Nakon što je početkom 1943. god. raspuštena Ustaška nadzorna služba  (naime je obavještajne poslove u NDH preuzeo njemački Gestapo), njena dotadašnja III. uprava nastavlja djelovati pod nazivom "Ustaška obrana", i dalje pod zapovjedništvom Maxa Luburića. Ta će postrojba s vremenom rasti i dobivati složene zadaće, koje su uključivale protupartizanske akcije, aktivnosti - uključujući likvidacije - protiv nepoćudnih ustaša i domobrana, te represalije protiv civila. Već u listopadu 1942. god. Luburiću podređeni Ljubo Miloš predvodi stražare Jasenovca u napad na civile u obližnjem Crkvenom Boku i susjednim selima, gdje čine teške zločine protiv nenaoružanih Srba.
Tisuće djece umrlo je u logorima uspostavljenim pod Luburićem, u kojemu su prehrana, smještaj i zdravstvena zaštita bili neodgovarajući. Samo u dječjem logoru Sisak broj umrle djece iznosio je između 1152 i 1631.
Diana Budisavljević u svojem Dnevniku zapisuje o posjetima Sabirnom logoru Jasenovac (dijelu logora u Staroj Gradišci) koje je prateći ekipu od desetak sestara i članova vodstva Hrvatskog crvenog križa obavila od 9. do 15. srpnja 1942. godine:
"Ulazimo u trpezariju. Naknadno i mi dobivamo večeru. Sad je uslijedio vjerojatan razlog zbog kojeg smo i mi bili pozvani. Započele su zdravice za koje nas je Luburić očito želio kao slušatelje. Govore ministri, hvale Luburića preko svake mjere: kako su vrlo pomno razgledali logor, da su sve našli u najboljem redu i da su pohvale itekako zaslužene, jer dobro znaju da kroz logor prolazi veliki broj ljudi, dnevno dolazi nekoliko tisuća muškaraca i žena koji onda odlaze na rad u Njemačku. Te su pohvale kod nas izazivale mučne utiske. Na mene naročito Luburićev odgovor. Zahvaljivao se za pohvale i ukazano povjerenje. Kazao je, da ako je njegovo vođenje tako zadovoljavajuće, mora istaknuti da je prošao kroz prvorazrednu školu - učio je u Njemačkoj u logoru Oranienburgu. Prilikom mog posljednjeg boravka u Innsbrucku u ožujku 1941. čula sam upravo o tom logoru užasne pojedinosti, tako da sam sada mogla zamisliti muke interniranih u Gradišlci, iako se u to vrijeme još nije toliko znalo o strahotama koje se tamo zbivaju...jedan njemačlci oficir izrazio spremnost povesti nas svojim autom... U autu nam je Nijemac pripovijedao da je u Okučanima na kolodvoru pretučen jedan svećenik, jer je prilikom ukrcavanja žena i djevojaka u vagone za transport kazao da ih se vodi u jemačku samo zato da dođu u javne kuće za vojnike. To je ozlojedilo gomilu. Cinički je dodao da to što je svećenik kazao odgovara činjenicama, ali tako nešto se ne govori i opravdano je to što mu se dogodilo. Sestra Habazin i ja smo to jedva mogle slušati i bile smo sretne kad je kratka vožnja završila i kad smo mogle izaći iz auta... Kad smo došli u logor opet smo morali dugo čekati, jer se nije smjelo početi prije nego što je komandant stigao. Zatim nam je dodijeljen jedan liječnik. Za svako dijete je trebao procijeniti je li sposobno za transport. Budući da su za ustašku koloniju u Gornjoj Rijeci morala biti birana samo najzdravija, najjača djeca, mislio je liječnik da i sada mora obavljati takav izbor. No, uskoro je shvatio da se radi o velikoj akciji spašavanja. Svakom je djeteru pogledao u grlo zbog difterije koja je harala u logoru i proglasio ga sposobnim za transport. Najprije su to bila djeca već odvojena od majki koje su prethodnih dana odvedene.... Zatim smo otišli u tzv. dječju bolnicu... Svakom se djetetu već mogla nazrijeti smrt u očima. Što s njima učiniti? Liječnik je kazao da je tu svaka pomoć već prekasna. Vođa transporta je odlučio da svako dijete koje se nekako može povesti povedemo i tako pokušamo pomoći. Učinjen je izbor. Djeca su postavljena na noge i ono koje se još nekako moglo držati, bilo je predviđeno za transport... Djeca koja su se rušila, koja više nisu imala nimalo snage, morala su ostati. I stvarno je većina tih jadnih bića umrla još tijekom dana... mala umiruća stvorenja nisu mogla ništa kazati. Umrla su djelomično tamo, a djelomično od nas preuzeta kasnije, kao i toliko tih malih mučenika, kao nepoznata, bezimena djeca. A svako je imalo majku koja je za njim gorko plakala, imalo je svoj dom, svoju odjeću, a sad je trpano golo u masovnu grobnicu. Nošeno devet mjeseci, u bolu rođeno, s oduševljenjem pozdravljeno, s ljubavlju njegovana i odgajano, a onda - Hitler treba radnike, dovedite žene, oduzmite im djecu, pustite ih da propadnu; kakva neizmjerna tuga, kakva bol... Bili smo u logoru od sedam sati ujutro do osam navečer. U međuvremenu je zaplijenjen linijski autobus koji nam je sada morao prevoziti djecu na stanicu u Okučanima... Prijepodne je bio došao i Luburić. Bio je bijesan što mora predati djecu. Kazao je da ima dovoljno katoličke djece koja u Zagrebu rastu u bijedi. Neka se za njih brinemo. Njegova majka je svoju djecu također morala odgajati u najtežim okolnostima, u najvećoj bijedi, itd. Onda nam je opet prijetio da samo o njegovoj dobroj volji ovisi hoće li nas pustiti iz logora. Ima mogućnosti sakriti nas tako da nas nitko ne može naći. Može nas tražiti i za nas pitati tko god želi. Što ministri odluče, to se njega uopće ne tiče. Pobrinut će se da i ministri dođu u logor. I kad ih bude tamo imao, onda će samo on odlučivati što će se desiti. U logoru jedino on ima vlast."
U proljeće 1942. Luburićeva postrojba uzima ime Ustaški obrambeni sdrug  (kasnije te godine: "1. Ustaški obrambeni sdrug") i okuplja 1.500 vojnika, a potom će i rasti. Ta borbena i pokretna postrojba nizat će operacije. Bori se na Psunju, Kozari, Ivan Planini, Posušju, Imotskom i Banjoj Luci. Sam će Luburić će dobiti visoka odličja NDH kao i naslov viteza.
U studenom 1942. godine Nijemci optužuju Maxa Luburića za incident koji se dogodio u Travniku, kada je strijeljao jednog domobrana zbog navodne pobune, što je izazvalo veliko negodovanje dobrovoljaca Domobranske dobrovoljačke pukovnije, i općenito zbog njegove djelatnosti u Hercegovini, tvrdeći da ometa njemačke jedinice u izvršavanju zadataka. Nakon što je kratko vrijeme stavljen u kućni pritvor pa čak i u zatvor, on izlazi iz cijele afere zahvaljujući podršci poglavnika koji odbija zahtjev Glaisea von Horstenaua da ga se izruči njemačkom vojnom sudu.
Umjesto toga, Vlada mu povjerava čuvanje jedne od najutjecajnijih osoba koja uživa veliki ugled u Hrvatskoj, dr. Vladka Mačeka. Maček je najprije bio krajem 1941. i početkom 1942. godine pet mjeseci u Koncentracijskom logoru Jasenovac (uhićenje je izveo Luburić osobno), a nakon što je stavljen u kućni pritvor na svojem imanju u Kupincu, prebacuje ga Luburić u Zagreb, te ga u razdoblju od 9. siječnja do 9. ožujka 1943. u izolaciju u stanu samog Vjekoslava Luburića u Zagrebu - u razdoblju kada su u blizini Kupinca djelovali partizani.  Luburić nije tih mjeseci bio u svojem Zagrebačkom stanu, nego njegove dvije sestre i majka. U svojim će memoarima o tome Maček zapisati: "I danas mi je žao kad se sjetim Luburićeve majke, pobožne starice, s kojom je Luburić, koliko sam mogao vidjeti, postupao s nježnom sinovskom ljubavlju, a koja se ipak plačući mojoj ženi potužila: »Vidite kako mi je moj Vjeko dobar. Pa ipak, ako je samo mali dio onoga što ljudi o njemu pripovijedaju istina, onda žalim što sam ga rodila«. Naravno da moja žena nije htjela staricu ražaliti i nije rekla što sve ima njezin sin na duši."
U ljeto 1943. godine odlazi Vjekoslav Luburić u Šumec kraj Lepoglave u dobrovoljnu internaciju pod lažnim imenom Matija Ban. Tijekom ljeta 1943. god. brojni vojnici iz sastava 1. Ustaškog obrambenog zdruga se još uvijek nalaze u sastavu 1. domobranske dobroboljačke pukovnije (koja je zapravo bila u sastavu Ustaške vojnice, usprkos imenu), u čijem sastavu ratuju na području jugozapadne Bosne i sjeverne Hercegovine. Potom ti vojnici bivaju vraćeni u sastav I. Ustaškog obrambenog sdruga i pod zapovijedanje Vjekoslava Luburića: ta je postrojba i dalje bila nominalno dio policijskih snaga, te je predstavljala jedinu veću postrojbu - uz Poglavnikov tjelesni sdrug koji je kao postrojba što je trebala čuvati središnje ustanove vlasti također bila izuzeta od njemačkog zapovijedanja - koju ustaški vrh nije predao pod kontrolu njemačkih zapovjedništava u NDH. Popunjavanje I. Ustaškog obrambenog sdruga ovim dodatnim personalom i njegovu reorganizaciju nadgleda opet Vjekoslav Luburić.
Zbog partizanskih akcija u okolici Lepoglave početkom 1944. godine vraća se u Zagreb, a ponovno se javno pokazuje tek potkraj kolovoza iste godine, kad dr Pavelić odlučuje obračunati sa svojim ministrima Lorkovićem i Vokićem; tu Vjekoslav Luburić nastupa sa zapovjednikom Poglavnikovog tjelesnog sdruga Antom Moškovom kao najodaniji Pavelićev pobornik. Njegov je zadatak bio da bdije nad uhićenim predvodnicima urote Lorković-Vokić i ostalim uhićenicima nakon pokušaja puča; ostalo je dvojbenim je li Luburić 1945. godine naredio njihova i ubojstva drugih zatočenika u Lepoglavi.
U listopadu 1944. godine Vjekoslav Luburić dobiva čin ustaškog pukovnika.

### Teror u Sarajevu
Luburić je 15. veljače 1945. stigao u Sarajevo kako bi osujetio masovna pridruživanja partizanima. General Heinz Kathner bio je zadužen za organiziranje obrane grada od očekivanoga napada Jugoslavenske armije. Luburić, smješten u jednoj vili u središtu Sarajeva, imao je zadaću izvršavati smaknuća poznatih komunista, ali i onih za koje se sumnjalo da su komunisti.
Jugoslavenska armija 1. ožujka pokrenula je operaciju zauzeća Sarajeva i već je početkom tog mjeseca opkolila i odsjekla grad od ostatka NDH. Luburić je na sudu koji je osnovao vršio obračun s okrivljenima za izdaju. Prvu grupu pritvorenika činili su muslimanski prognanici iz Mostara, njih 17. U narednim mjesecima smaknuto je na desetke okrivljenih komunista. Uhićenja i smaknuća sve su više bila proizvoljne prirode i olako provedena, što je još više unosilo strah i teror u život Sarajlija. Dana 16. ožujka Luburić je održao sastanak s preko 1.000 ustaških političkih i vojnih lica u prisustvu visokih njemačkih činovnika, gdje je u deklaraciji odbacio boljševizam, konferenciju u Jalti i novu komunističku vladu u Beogradu.
Ustaše su 21. ožujka raskrinkale plan ubojstva Luburića, kada je mladog komunista Halida Nazečića izdao jedan od njegovih suučesnika. U tom je planu četvero ustaša ubijeno u napadima partizana u Sarajevu. Luburić je izdao naredbu nakon koje je u noći između 27. i 28. ožujka 1945. godine obješeno 55 građana Sarajeva na Marindvoru, a tijela su bila poredana od Tvornice duhana do Zemaljskog muzeja. Oko 322 građana Sarajeva izgubilo je živote u Luburićevoj akciji terora, a više stotina drugih protjerano je u sabirne logore. Luburić je 4. travnja sa svojim najbližim suradnicima napustio Sarajevo, u kojem je ostalo oko 400 ustaških vojnika i 350 policajaca. Jugoslavenska armija 6. je travnja zauzela Sarajevo.
Ekshumacija tijela u dvorištu Luburićeve vile otkrila je mnoga tijela, što je dokumentirala Sovjetska filmska posada. Još jedan svjedok Luburićevih zločina bio je američki novinar Landrum Bolling.

### Kraj Drugoga svjetskoga rata
Početkom godine 1945. Vjekoslav Luburić zapovijeda Drugim zborom Hrvatskih oružanih snaga (II. ustaški sbor), a koji se sastoji od 3 divizije, koje brani crtu Slunj-Petrinja-Sisak. 14. travnja dobiva čin domobranskog generala. Isti mjesec u Zagreb je stigao general Svetomir Đukić, predstavnik četnika Draže Mihailovića koji je predložio savezništvo u borbi protiv partizanskih snaga. Luburić je bio pregovarač s hrvatske strane, te su se u pregovore uključili i predstavnici Slovenskog domobranstva, poslani od generala Leona Rupnika.
Zahvaćen debaklom NDH u svibnju te godine on se povlači prema Celju i Austriji ne želeći pasti u klopku Bleiburga. Luburić odbija priznati poraz, te bježi u dubinu Austrije, dalje od britanske vojske koja je vojsku NDH predala partizanima.

### Gerila i druga emigracija
Već 1943. godine su pod imenom "Jagdverband" počele njemačke postrojbe s organizacijom i obukom protugerilskih postrojbi u zemljama pod svojom kontrolom, među njima i u NDH. Tzv. "S" postrojbe koje su trebale biti pripremljene da po potrebi pređu u gerilu bile su u NDH pod zapovijedanjem Vjekoslav Maks Luburić, te njemu podređenih Ljube Miloša i Dinka Šakića. Nakon što je izbjegao zarobljavanje kod Bleiburga, Luburić se sa stanovitim brojom suradnika vratio natrag u Hrvatsku, te je započeo gerilsku borbu kao tzv. križari na podruju Bilogore i okolnog dijela Zapadne Slavonije. Nije sigurno kada je Luburić napustio Hrvatsku, ali se računa da je to bilo u studenom 1945. god. - makar je sam Luburić tvrdio da je iz Hrvatske prešao u Mađarsku tek 1947. godine. U svakom slučaju, pokušaji kruga oko Ante Pavelića da dođu u kontakt s Luburićem i drugim ustaškim zapovjednicima koji su nastavili gerilsku borbu po Hrvatskoj i Bosni i Hercegovini nisu bili uspješni, nego su se uspjeli povezati tek s nekima od dosta brojnih križarskih grupa.
U strahu da će eventualno biti izručen u slučaju ako se otkrije njegov identitet (između 1944. godine i 1947. godine Francuska ima nekolicinu komunističkih ministara), bjegunac skrivećki ispunjava svoje materijalne potrebe kao radnik u rudniku. Nakon nekoliko mjeseci ponovno se seli da bi se smjestio u Španjolskoj, zemlji koja ne priznaje Jugoslaviju i gdje on zna da može računati na simpatije nekih čelnika, te gdje je već dosta Hrvata započelo novi život.
Nakon što je relativno lako dobio politički azil (nakon kratkog boravka u zatvoru Cararabanchel) i nakon što je naučio nešto španjolskog jezika, Vjekoslav Luburić radi više poslova od koji su mnogi neočekivani: od trgovačkog putnika do uzgajivača peradi. Ženi se jednom Španjolkom, Isabelom Hernaiz, koja mu rađa četvero djece: Domagoja, Drinu, Vjekoslava i Miricu. Budući da on nije bio čovjek koji bi prihvatio anonimnost i koji bi prekrižio ruke, ne oklijeva se ponovno pojaviti na političkoj sceni i pokreće Hrvatski narodni odpor, pokret koji se začas proširio u Njemačkoj, Francuskoj, Americi i Australiji. Uvjeren u bitnu ulogu promidžbe, on priskrbljuje svom pokretu i tiskaru (gdje objavljuje časopise Obrana i Drina) a nakon toga osniva nakladu Drinapress. Nakon što se seli u Caraixente, 40 kilometara južno od Valencije, tamo vodi malu tiskaru koja će objaviti šezdesetak knjiga i brošura.
Iz svog novog stožera, Luburić širi ideje koje znatno prelaze uobičajeni govor u emigraciji. Odbacujući svaki ideološki dogmatizam i svako zatvaranje u pretjerano i sterilno idealiziranje prošlosti, on postavlja svoje akcije na isključivo domoljubnoj podlozi. Obraća se svim Hrvatima, uključujući i partizane i njihovu djecu, te apelira na premošćivanje svih podjela, za bolju borbu protiv Jugoslavije i za spas Hrvatske. Takva strategija otvaranja i nacionalnog jedinstva, koja je prilično spretna (a da pritom ne niječe svoju prošlost), pokazuje kako se nastojao prilagoditi novom vremenu 1960-ih godina.  U njegovom pokretu nalazimo bivšeg pukovnika Ivan Stiera, Ibrahima Pirić-Pjanića, Stjepana Crničkog, ali također i kriminologa Žarka Šimata, pjesnika Envera Mehmedagića, profesora Mirka Meheša i povjesničara Dabu Peranića. Blizak glasovitom ocu Miguelu Oltri iz Svetog bratstva Španjolske, Luburić ima jako dobre odnose s franjevcem Gracijanom Raspudićem (1911. – 1989.), fra Kvirinom Vasiljem (1917. – 2006). i fra Otonom Knezovićem (1890. – 1964.). Svi ti ljudi surađuju u žurnalima Luburića u kojima Luburić uvijek piše uvodne članke i u kojima on često prenosi i neke prijevode (prevodi neke radove španjolskog stratega Jose Diaza de Villegasa, veterana s Istočnog bojišta).
Stanovnici Carcaixenta kod Valencije, gdje je zasnovao obitelj i imao tiskaru, znali su da je posrijedi general koji je antikomunist, uglavnom misleći da je Poljak; znalo se u Valenciji da Luburić uživa zaštitu španjolskih vlasti i kontaktira s nekim španjolskim generalima.

### Početak kraja
Vjekoslav Luburić zahvaljujući ugledu među emigrantima ponovno predstavlja opasnost, što ga čini ponovno glavnom metom jugoslavenskih tajnih službi. One pažljivo nadziru političke emigrante, a i ubili su već dvadesetak tih izbjeglica.
Luburić je meta koju je lagano lokalizirati: poznat pod pseudonimima "general Ladislav Černošky" i "général Drinjanin" njega se također zove i Vicente García Pérez iz Carcaixenta (na španjolskom; Carcagente), a tamo gdje on živi (u Ulici santa Ana) također ga se zove ‘El Polaco‘ (Poljak). Kad se rastao od svoje žene Izabele, živio je iznad tiskare sa svojim sinom Donkijem (Domagojem) čiji su se brat i sestra nalazili u jednom internatu u istom kraju. Problem jugoslavenskih agenata bio je u tome kako mu prići.
Taj posao bit će dodijeljen Iliji Staniću Livaji koji dolazi u Španjolsku krajem 1967. godine. Taj agent Udbe bio je nešto stariji od dvadesetak godina, a za sebe je govorio da je pobjegao iz Jugoslavije 1966. godine. Tvrdio je da je porijeklom iz Hercegovine (iz mjesta Čolopeci pored Konjica), prošao je kroz logor za izbjeglice u Zirndorfu u Njemačkoj gdje je,  a kao sin bivšeg Luburićeva vojnika, stupio u kontakt sa simpatizerima Odpora. Iz Njemačke Stanić odlazi u Francusku, u Pariz, Nicu i Lyon, gdje zalazi često u emigrantske krugove. Nakon toga odlazi u Madrid gdje ga hrvatska zajednica hladno dočekuje.
Nakon dolaska u Carcaixent, Stanić prepričava svoju priču Luburiću, i to s takvom uvjerljivošću da ga Luburić zapošljava u svojoj tiskari. Vrijedan na poslu i prijateljski naklonjen prema svima, ostavlja dobar dojam na one s kojima surađuje. Nakon nekoliko mjeseci čak se zaručuje s jednom mladom bolničarkom iz okolice ostavljajući tako dojam da se ozbiljno i trajno namjerava nastaniti u toj zemlji. 
Nakon što je Stanić proveo radeći u Luburićevoj tiskari cijelu 1968. godine, otputovao je - navodno svojim roditeljima u Njemačku, no viđen je u krugovima emigranata u Parizu krajem rujna.
Nakon svog povratka u Carcaixent, Stanić ponovno radi svoj posao kod Luburića i unajmljuje stan koji će neko vrijeme dijeliti s jednim misterioznim "prijateljem". U stanu će poslije Stanić ostaviti samo par svojih osobnih stvari, gotovo minimum, i neće primati nikakvu poštu.

### Smrt
Ujutro, 21. travnja 1969. Vjekoslava Luburića mrtvoga ispod kreveta u sobi pronalazi sin. Ubijen je dan ranije udarcima tupog predmeta u glavu, a Ilija Stanić je osoba koju se primarno dovodi u vezu s ubojstvom. 
Deklasificirani dokumenti UDBA-e navode da je najprije pokušao otrovati Luburića, što je Luburića samo omamilo, te ga je zatim udario metalnom šipkom u glavu, a tijelo sakrio ispod kreveta. Prema navedenim dokumentima Stanić je to napravio kao njihov agent pod kodnim imenom Mungos. U dva kasnija intervjua Stanić tvrdi da su još dvojica muškaraca, Vlado Marković i Nikola Katičić, bili s njim i da su oni počinili ubojstvo, a da je on očistio mjesto zločina. Stanić je novinarima tvrdio da navodno zadatak da ubije Luburića nije dobio od Udbe, nego od kruga oko udovice Ante Pavelića, ali se poslije Luburićevog ubojstva odmah vratio u Jugoslaviju, te nakon davanja iskaza Udbi poslije za tu tajnu službu dugo godina radio kao dobar poznavatelj ustaške emigracije.
Luburić je pokopan u Carcaixentu 22. travnja u ustaškoj uniformi.

## Odgovornost za zločine
Vjekoslav "Maks" Luburić, kao jedan od najbrutalnijih ustaških zapovjednika, izravno je odgovoran za teške zločine nad civilnim stanovništvom i zatočenicima logora. Zapovijedao je jedinicom koja je 1. srpnja 1941. izvršila pokolj nad 161 stanovnikom sela Donja Suvaja, što je bio jedan od najmasovnijih zločina u kotaru Donji Lapac prije ustanka. Njegova odgovornost proteže se i na zločine u selima Osredci i Bubanj koji su uslijedili odmah nakon pokolja u Suvaji.
Tijekom 1942. godine, kao upravnik logora Jasenovac, osobno je rukovodio masovnim likvidacijama. U razdoblju od 1. do 3. siječnja 1942. odabrao je i naredio ubojstvo oko 262 zatočenika srpske nacionalnosti. Dana 20. siječnja 1942. odgovoran je za ubojstvo oko 120 bolesnika iz improvizirane logorske bolnice, a 23. ožujka za likvidaciju još 50-60 bolesnika. Početkom travnja 1942. u logoru Stara Gradiška upravljao je zločinom u kojem je 20 komunista hrvatskog podrijetla ubijeno glađu i žeđu.
U završnoj fazi rata, od veljače do travnja 1945., kao ustaški pukovnik i zapovjednik u Sarajevu, Luburić je bio na čelu brutalnog terora nad građanima. U tom razdoblju ubijeno je najmanje 783 osobe. Osobno je predsjedao "Prijekim ratnim sudom stožernika Luburića", koji je 29. ožujka 1945. osudio na smrt i strijeljanje 41 osobu bošnjačke, hrvatske i srpske nacionalnosti. Istog dana, na Marijin dvoru je obješeno 55 građana Sarajeva. U dvorištu vile "Folkert", gdje je bilo njegovo sjedište, poslijeratna ekshumacija otkrila je 23 tijela žrtava ubijenih tupim predmetima ili klanjem.

## Poveznice
- Sabirni logor Jasenovac
- Vila Luburić
- Ustaše
- Nezavisna Država Hrvatska
- Križari (gerila)

## Vanjske poveznice
- Karlić, Gordan. Aralica, Višeslav. Život i djelovanje Vjekoslava Maksa Luburića do proglašenja Nezavisne Države Hrvatske, Radovi Zavoda za povijesne znanosti HAZU u Zadru, br. 58, 2016.(Hrčak)